# Sedov
Denna artikel behandlar en udde i Antarktis. För den sovjetiske politikern se Leon Sedov.
Sedov är en udde i  Östantarktis. Norge gör anspråk på området.[källa behövs] Trakten är obefolkad och det finns inga samhällen i närheten.